# Numeración ática

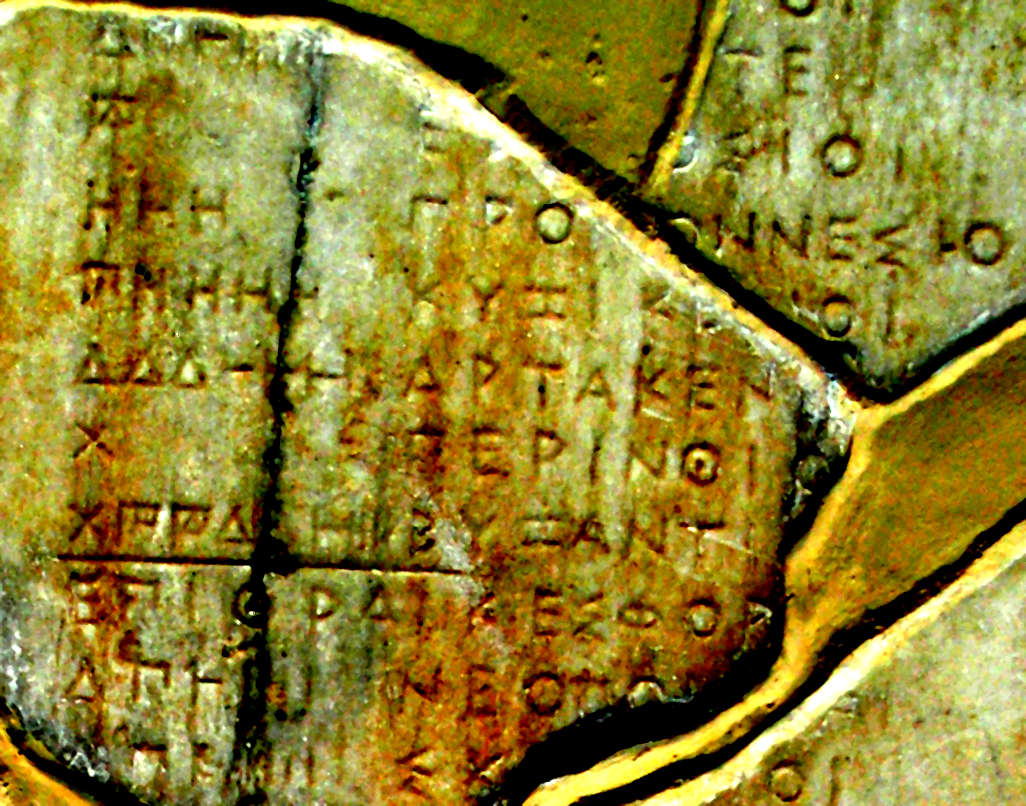
Estela con tributos pagados por los aliados de Atenas en la Liga de Delos en dracmas (se usa el signo "𐅂" en vez del signo genérico de unidad "Ι"). Algunas cantidades son "𐅄" = 50, "ΗΗΗ" = 300, "𐅅ΗΗΗ" = 800, "ΔΔΔ𐅂𐅂𐅂" = 33, "Χ" = 1000, y "Χ𐅅𐅄Δ𐅂𐅂" = 1562.

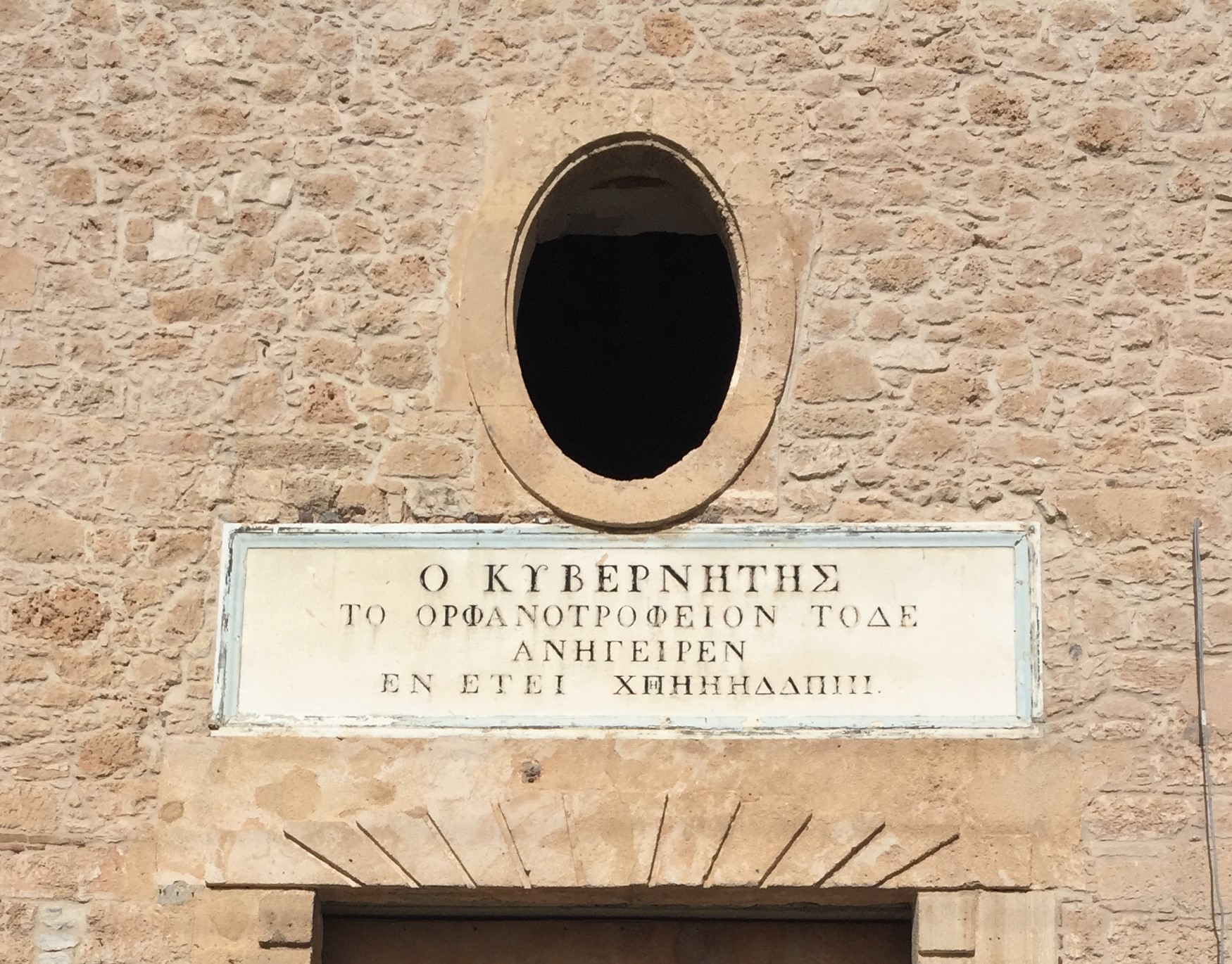
Plaza sobre el portal de un orfanato luego convertido en prisión en Egina. La inscripción antigua reza “El gobernados levantó este orfanato en el año 1828”. El año aparece como Χ𐅅ΗΗΗΔΔΠΙΙΙ.

La numeración ática fue usada por los antiguos griegos probablemente desde el siglo VII a. C. Este sistema es más antiguo que la numeración jónica, pero la numeración egea, de origen minoico, fue empleada antes por los griegos micénicos.
También eran conocidos como números herodiánicos, ya que aparecen descritos por primera vez en un manuscrito de Herodiano del siglo II.
Otro nombre que recibe es el de números acrofónicos porque todos los símbolos empleados (a excepción del 1) derivan de las primeras letras de las palabras 'cinco', diez, cien, mil y diez mil. Así, Ι = 1, Π = 5, Δ = 10, Η = 100, Χ = 1000 y Μ = 10000.
El sistema funciona de forma parecida a la numeración romana, que deriva de este sistema.
| Ι | 𐅃 | Δ  | 𐅄      | Η   | 𐅅       | Χ    | 𐅆        | Μ         |
| - | - | -- | ------ | --- | ------- | ---- | -------- | --------- |
| 1 | 5 | 10 | 5 × 10 | 100 | 5 × 100 | 1000 | 5 × 1000 | 10000     |
| 1 | 5 | 10 | 50     | 100 | 500     | 1000 | 1000 × 5 | 1000 × 10 |
| I | V | X  | L      | C   | D       | M    | V        | X         |

Ejemplo:   1982   =   Χ𐅅ΗΗΗΗ . 𐅄ΔΔΔΙΙ   =   MCM . LXXXII.